# Kourou
Kourou – miasto w północnej Gujanie Francuskiej, nad Atlantykiem; 32 603 mieszkańców (2013). Znajduje się tu port lotniczy Kourou.